# معرفی کارگران بر اساس رنگ یقه
گروه‌های متفاوت کارگری معمولاً بر اساس رنگ یقه و لباسی که هنگام کار می‌پوشند، دسته‌بندی می‌شوند. این رنگ‌ها می‌تواند شغل کسی یا جنسیتش را نشان دهند. اصطلاح کارمند یقه‌سفید به خاطر پیراهن‌های یقه‌سفیدی که پوشیدنشان در اوایل و اواسط سده بیستم میلادی بین کارکنان دفتری (کارمندان) رایج بود، وضع شده‌است. کارگر یقه‌آبی به کارگرانی گفته می‌شود که کارهای یدی می‌کنند. در اوایل سده بیستم، این کارگران از لباس‌های ارزانی استفاده می‌کردند که کثیفی را به راحتی نشان نمی‌داد؛ این لباس‌ها عموماً آبی بودند. انواع دیگری از رنگ یقه نیز برای نشان دادن کارهای مختلف، وجود دارند.

## یقهٔ سفید
اصطلاح «کارگر یقه‌سفید» را آپتون سینکلر، نویسنده آمریکایی در دهه ۱۹۳۰ ایجاد کرد و به کارهای دفتری، اداری و مدیریتی در طول دهه ۱۹۳۰ اشاره دارد. یک کارگر یقه‌سفید کارمندی حرفه‌ای با حقوق و دستمزد است که معمولاً به کارهای دفتری و مدیریت اشتغال دارد. بااین‌همه در برخی کشورهای توسعه‌یافته مانند ایالات متحده آمریکا، بریتانیا و کانادا کارمندی یقه‌سفید خوانده می‌شود که شغلش در کارهای اداری و مدیریتی به شدت حرفه‌ای و موفق باشد.

## یقهٔ آبی
یک کارگر یقه‌آبی عضوی از طبقه کارگر است که به کارهای یدی اشتغال دارد و به صورت ساعتی حقوق می‌گیرد یا برای انجام دادن و تمام کردن کاری مشخص. این اصطلاح اول‌بار در ۱۹۲۴ استفاده شد.

## یقهٔ صورتی
کارگر یقه‌صورتی نیز عضو طبقه کارگر به‌حساب می‌آید با این تفاوت که در بخش خدمات مشغول به کار است. این افراد در شغل‌های مانند پیشخدمت، خرده‌فروشی و فروشندگی و موقعیت‌های شغلی که در آن‌ها کارگر با مردم در ارتباط است، فعالیت می‌کنند. این اصطلاح در اواخر دهه ۱۹۹۰ جعل شد و می‌خواست شغل‌هایی را توصیف کند به اغلب مخصوص زنان دانسته می‌شد؛ این تعریف امروزه تغییر کرده و تمام شغل‌های مربوط به بخش خدمات را دربرمی‌گیرد.

## دسته‌بندی‌های دیگر
برخی دسته‌بندی‌های شغلی، وظایفی را دربرمی‌گیرند که تحت یکی یا چند دسته‌بندی بالا قرار می‌گیرند یا در هیچ‌کدام از آن‌ها نمی‌گنجند. این دسته‌بندی‌ها عبارتند از:
- یقهٔ طلایی –امروزه ازکارشناسان حوزه اطلاعات و دانش به کارکنان یقه طلایی نام برده می‌شود (متخصصان اطلاعات و دانش) که کار آنها بدون اتلاف هزینه و منابع طبیعی، ارزشی افزون در اختیار مجموعه‌های سازمانی و ملی می‌گذارد. متخصصان بسیار ماهر که تقاضا برای کارشان زیاد است مانند دانش شناسان، حسابداران، جراحان، متخصصان بیهوشی، مهندسان و وکلا.
- یقهٔ قرمز – تمام کارمندان دولتی از همه انواع.[۸] همین‌طور در چین به مقامات حزب کمونیست چین که در شرکت‌های خصوصی مشغول به کار هستند گفته می‌شود.[۹]
- یقهٔ خاکستری – تکنسین‌های ماهر که عموماً هم جزء یقه‌سفیدها به‌حساب می‌آیند و هم جزء یقه‌آبی‌ها. برای نمونه می‌توان به کارگران بخش فناوری اطلاعات (IT) اشاره کرد. آن‌ها در اصل یقه‌سفید هستند اما وظایفی مانند کارهای یقه‌آبی‌ها را به‌عهده دارند؛ مانند مهندسان. این اصطلاح همین‌طور می‌تواند به کارگران سالخورده که مشغول به کار پس از بازنشستگی‌شان هستند نیز اشاره داشته باشد.
- بدون یقه – هنرمندان و «ارواح آزاد» که رشد شخصی و علائق خود را به سود مالی ترجیح می‌دهند. این اصطلاح از زمان نمایش واقع‌نمای بازماندگان: دنیاهای مجزا عمومی شد چراکه در آن از لباس‌های بی‌یقه استفاده می‌شد (علاوه بر یقه‌های سفید و آبی که برای تقسیم‌بندی قبیله‌ها استفاده می‌شد)[۱۰] همین‌طور می‌تواند به افرادی که مشغول به کار هستند اما حقوقی دریافت نمی‌کنند نیز اشاره کند.[۸]
- یقهٔ جدید –
- یقهٔ نارنجی – به کار کارگران زندانی اشاره دارد و براساس لباس نارنجی زندانیان جعل شده‌است.[۸][۱۱]
- یقهٔ بنفش – کسانی که در صنعت سکس مشغول به کار هستند.[۸]
- یقهٔ سیاه – کارگران یدی که در کارخانه‌ها کار می‌کنند و به‌واسطه شغل‌شان، بسیار کثیف می‌شوند مانند کارگران معدن یا حفاری نفت.[۸][۱۲] این اصطلاح همین‌طور به کسانی که کارهای غیرقانونی می‌کنند نیز گفته می‌شود.
- یقهٔ مجازی – روبات‌هایی که کارهای تکراری و دستی را انجام می‌دهد که هم کاری فیزیکی به‌حساب می‌آید و هم کاری مجازی.

## برای مطالعهٔ بیشتر
- رنگ شغل شما چیست؟ دسته‌بندی شغل‌ها و تمایزشان.